# Eurybiades
Eurybiades był pochodzącym ze Sparty dowódcą floty greckiej podczas wojen perskich.
Został wybrany na dowódcę floty w 480 p.n.e., gdzie w czasie bitew morskich współdziałał ze strategiem greckim Temistoklesem.